# Valentin i Valentina
Valentin i Valentina (russisk: Валентин и Валентина) er en sovjetisk spillefilm fra 1985 af Georgij Natanson.

## Medvirkende
- Marina Zudina som Valentina
- Nikolaj Stotskij som Valentin
- Tatjana Doronina
- Nina Ruslanova
- Zinaida Dekhtjarjova